# 魚腐

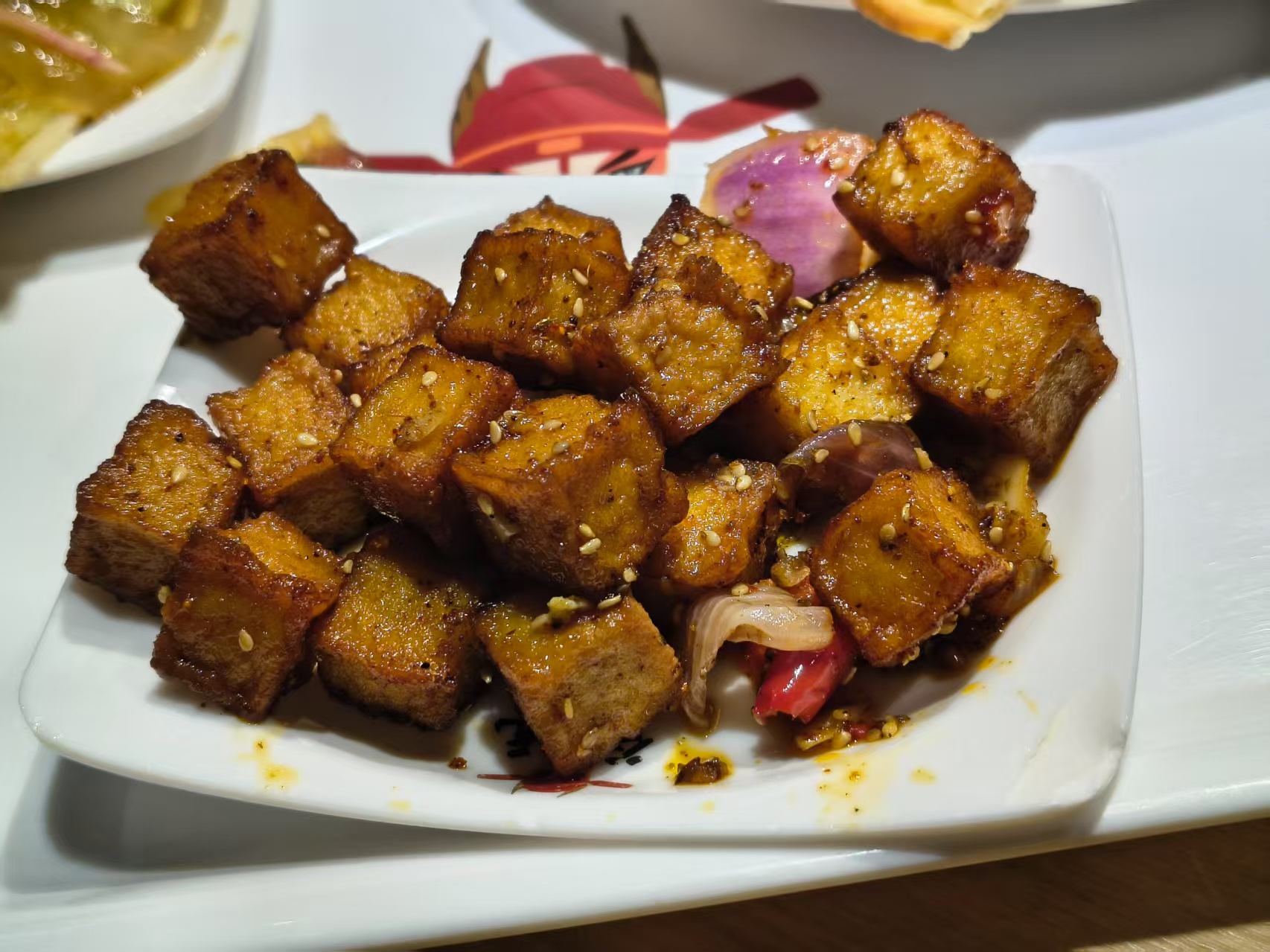
油炸鱼豆腐

魚腐是一種使用鲮鱼肉制作、外表像油豆腐的順德食品，因其嫩滑像豆腐得名。魚腐原創地為罗定（一說是順德樂從）。鯪魚肉加入食盐、蒜茸、胡椒粉打至起膠（上劲）後加入生粉拌勻，加入蛋黃拌勻後加入已打成泡沫的蛋白拌勻，做成乒乓球的形狀放進熱油以小火炸至微黃色即成鱼腐，料理时可以放湯或配搭其他食材。

## 冬菇燴魚腐
冬菇燴魚腐是傳統的順德菜，魚腐吸收冬菇和蠔油的味道將更可口。將冬菇泡軟去蒂後略炒，加入魚腐、蠔油兜亂後加水略焗，冬菇熟後加麻油、芡即成。